# Lasonia kirkaldyi
Lasonia kirkaldyi är en insektsart som beskrevs av Melichar 1903. Lasonia kirkaldyi ingår i släktet Lasonia och familjen Nogodinidae. Inga underarter finns listade i Catalogue of Life.